# Parvaroa
Parvaroa is een geslacht van vlinders van de familie spinneruilen (Erebidae), uit de onderfamilie Lymantriinae.

## Soorten
- P. cinerea Holloway, 1976
- P. obscura Holloway, 1999
- P. shelfordi Collenette, 1932
- P. tisdala Swinhoe, 1903